# Литвинов, Дмитрий Прокопьевич
Дмитрий Прокопьевич Литвинов (1926, с. Репяховка, Курская губерния — 14 октября 1943, Вышгородский район, Киевская область) — красноармеец Рабоче-крестьянской Красной Армии, участник Великой Отечественной войны, Герой Советского Союза (1943).

## Биография
Дмитрий Литвинов родился в 1926 году в селе Репяховка (ныне — Краснояружский район Белгородской области). Учился в средней школе. В марте 1943 года Литвинов был призван на службу в Рабоче-крестьянскую Красную Армию. С апреля того же года — на фронтах Великой Отечественной войны, был стрелком 465-го стрелкового полка 167-й стрелковой дивизии 38-й армии Воронежского фронта. Отличился во время битвы за Днепр.
В ночь с 29 на 30 сентября 1943 года Литвинов вместе с передовой группой бойцов переправился через Днепр в районе Вышгорода и принял активное участие в боях за захват и удержание плацдарма на его западном берегу, лично уничтожив 15 солдат и офицеров противника. 14 октября 1943 года Литвинов погиб в бою. Похоронен в районе села Яблонка Вышгородского района Киевской области Украины.
Указом Президиума Верховного Совета СССР от 13 ноября 1943 года красноармеец Дмитрий Литвинов посмертно был удостоен высокого звания Героя Советского Союза. Также был награждён орденами Ленина и Красной Звезды.